# Anne Wheeler
Anne Wheeler, född 22 november 1946 i Edmonton, Alberta, är en kanadensisk film- och TV-regissör.

## Filmografi
- A War Story (1981)
- Loyalties (1986)
- Cowboys Don't Cry (1988)
- Bye Bye Blues (1989)
- Angel Square (1990)
- The Diviners (movie) (1993)
- Other Women's Children (1993)
- The War Between Us (1995)
- The Sleep Room (1998)
- Better Than Chocolate (1999)
- Marine Life (2000)
- Suddenly Naked (2001)
- The Investigation (2002)
- Edge of Madness (2002)
- Betrayed (2003)
- A Beachcombers Christmas (2004)
- Dancing trees (2008)